# Скендербеу
«Скендербе́у» (алб. Skënderbeu) — албанський футбольний клуб з міста Корча, заснований 15 квітня 1909 року. Виступає в Суперлізі Албанії. Названий на честь національного героя Албанії Скандербега. Домашні матчі проводить на стадіоні «Скендербеу», який вміщує 12 000 глядачів.

## Історія
Історія клубу «Скендербеу» починається з 15 квітня 1909 року, коли в місті Корча заснували клуб під назвою «Vllazëria», що в перекладі українською мовою означає — «Братство». Вже пізніше клуб перейменували на «Скендербеу», для увічнення албанського національного визвольного героя — Георга Кастріоті, якого називали Скендербегом (алб. Gjergj Kastrioti Skënderbeu, лат. Georgius Castriotus Scanderbegh, тур. İskender Bey, що означає «Пан Олександр»), що підняв антиосманське албанське народне повстання.
У 30-ті роки минулого століття «снігові вовки» були серед найкращих клубів Албанії: у 1930 та 1934 роках ставали віцечемпіонами Албанії, а 1933 року здобули перше місце у чемпіонаті. Після здобутих нагород клуб почав потроху здавати позиції у албанському чемпіонаті та навіть неодноразово вилітав у Першу лігу.
Нова ера «біло-червоних» настала 2007 року, коли клуб нарешті повернувся до Суперліги Албанії, зайнявши перше в Першій лізі (другому дивізіоні). Після цього клуб став тричі поспіль чемпіоном Албанії (у 2010–2011, 2011–2012 та 2012–2013 роках); фіналістом Кубку Албанії 2011–2012 років та володарем Суперкубку Албанії 2013 року. За цей час команда майже повністю змінилася, що ніяк не позначилося на вдалій грі «снігових вовків». 2011 року клуб дебютував у єврокубкових турнірах: у другому кваліфікаційному раунді Ліги чемпіонів суперником албанців став кіпрський АПОЕЛ з Нікосії. Але перша заява про себе на міжнародній футбольній арені виявилася невдалою — удома албанці поступилися з результатом 2:0, але на виїзді програли 4:0. Влітку 2012 року тренерський штаб клубу очолив відомий албанський тренер і гравець багатьох албанських та грецьких клубів, а також збірної Албанії — Мірель Йоса. Наступного разу в розіграші Ліги чемпіонів 2012–2013 «вовки» зустрілися з угорським «Дебреценом» у тому ж кваліфікаційному раунді. Удома албанці вибороли перемогу з мінімальним рахунком 1:0, але на виїзді програли 3:0, що не дало змогу продовжити змагання. У Лізі чемпіонів 2013–2014 «біло-червоні» все ж змогли перемогти суперника за результатами двох матчів, ним став азербайджанськи Нефтчі з Баку (вдома 0:0, на виїзді 1:0). Наступним суперником у тому ж сезоні став казахстанський «Шахтар» з Караганди (вдома 3:2, на виїзді 0:3). Через те, що клуб вилетів з Ліги чемпіонів у третьому кваліфікаційному раунді, він опинився у раунді плей-оф Ліги Європи, де поступився «Чорноморцю» з Одеси (на виїзді 0:1, вдома 1:0, але поразка в серії пенальті 6:7).

## Досягнення

### Чемпіонат
Суперліга Албанії
- Чемпіон (8): 1933, 2010-11, 2011-12, 2012-13, 2013-14, 2014-15, 2015-16, 2017-18.
- Віцечемпіон (3): 1930, 1934, 1976-77.

Перша ліга Албанії
- Чемпіон (3): 1975–1976, 2004–2005, 2006–2007.
- Віцечемпіон (3): 1989–1990, 1994–1995, 2004–2005.

### Кубки
Кубок Албанії
- Володар (1): 2017—2018.
- Фіналіст (6): 1958, 1964–1965, 1975–1976, 2011–2012, 2016—2017, 2020—2021.

Суперкубок Албанії
- Володар (3): 2013, 2014, 2018.
- Фіналіст (4): 2011, 2012, 2015, 2016.

## Участь в єврокубках
| Сезон   | Змагання         | Раунд                     | Клуб               | Вдома  | На виїзді | Всього         |
| ------- | ---------------- | ------------------------- | ------------------ | ------ | --------- | -------------- |
| 2011/12 | Ліга чемпіонів   | 2-й кваліфікаційний раунд | АПОЕЛ (Нікосія)    | 0-2    | 0-4       | 0-6            |
| 2012/13 | Ліга чемпіонів   | 2-й кваліфікаційний раунд | Дебрецен           | 1-0    | 0-3       | 1-3            |
| 2013/14 | Ліга чемпіонів   | 2-й кваліфікаційний раунд | Нефтчі             | 0-0    | 1-0       | 1-0            |
|         |                  | 3-й кваліфікаційний раунд | Шахтар             | 3-2    | 0-3       | 3-5            |
| 2013/14 | Ліга Європи      | Раунд плей-оф             | Чорноморець        | 1-0    | 0-16:7    | 7-8            |
| 2014/15 | Ліга чемпіонів   | 2-й кваліфікаційний раунд | БАТЕ               | 1-1    | 0-0       | 1-1            |
| 2015/16 | Ліга чемпіонів   | 2-й кваліфікаційний раунд | Крузейдерс         | 4-1    | 2-3       | 6-4            |
|         |                  | 3-й кваліфікаційний раунд | Мілсамі            | 2-0    | 2-0       | 4-0            |
|         |                  | 4-й кваліфікаційний раунд | Динамо (Загреб)    | 1-2    | 1-4       | 2-6            |
| 2015/16 | Ліга Європи      | Група Н                   | Бешікташ           | 0-1    | 0-2       | 0-3            |
| 2015/16 | Ліга Європи      | Група Н                   | Локомотив (Москва) | 0-3    | 0-2       | 0-5            |
| 2015/16 | Ліга Європи      | Група Н                   | Спортінг (Лісабон) | 3-0    | 1-5       | 4-5            |
| 2016/17 | Ліга чемпіонів   | 2-й кваліфікаційний раунд | Ференцварош*       |        |           |                |
| 2017–18 | Ліга Європи УЄФА | 1-й кваліфікаційний раунд | Сан-Жулія          | 1–0    | 5–0       | 6–0            |
| 2017–18 | Ліга Європи УЄФА | 2-й кваліфікаційний раунд | Кайрат             | 2–0    | 1–1       | 3–1            |
| 2017–18 | Ліга Європи УЄФА | 3-й кваліфікаційний раунд | Млада Болеслав     | 2–1 дч | 1–2       | 3:3 (пен. 4:2) |
| 2017–18 | Ліга Європи УЄФА | раунд плей-оф             | Динамо (Загреб)    | 0–0    | 1–1       | 1–1 (ч)        |
| 2017–18 | Ліга Європи УЄФА | Група B                   | Динамо             | 3–2    | 1–3       | 4–5            |
| 2017–18 | Ліга Європи УЄФА | Група B                   | Партизан           | 0–0    | 0–2       | 0–2            |
| 2017–18 | Ліга Європи УЄФА | Група B                   | Янг Бойз           | 1–1    | 1–2       | 2–3            |

Примітки: Клуб Скендербеу рішенням УЄФА відсторонений від участі в єврокубках у сезоні 2016-17.

## Поточний склад
Станом на 14 червня 2025 року
| №  | Поз. | Нац.     | Гравець                |
| -- | ---- | -------- | ---------------------- |
| 71 | ВР   | Албанія  | Марко Алія             |
| 28 | ВР   | Албанія  | Крістіан Року          |
| 4  | ЗХ   | Бразилія | Маркос Рамос           |
| 20 | ЗХ   | Гана     | Ренді Двумфур          |
| 3  | ЗХ   | Колумбія | Лучо Васкес            |
| 5  | ЗХ   | Албанія  | Елвіс Пренці (капітан) |
| 44 | ЗХ   | Нігерія  | Гіфт Акпама            |
| 77 | ЗХ   | Албанія  | Клевіс Шаке            |
| 32 | ЗХ   | Албанія  | Ергі Зенулларі         |
| 22 | ЗХ   | Албанія  | Альбі Дока             |
| 14 | ЗХ   | Албанія  | Андреа Герцо           |
| 19 | ПЗ   | Нігер    | Амадо Сабу             |
| 21 | ПЗ   | Албанія  | Коста Вангієлі         |
| 8  | ПЗ   | Косово   | Алтін Укісі            |

| №  | Поз. | Нац.       | Гравець            |
| -- | ---- | ---------- | ------------------ |
| 99 | ЗХ   | Албанія    | Мухамед Шефіті     |
| 7  | ПЗ   | Бразилія   | Юрі Мерлім         |
| 20 | ПЗ   | Португалія | Пауло Естрела      |
| 25 | ПЗ   | Албанія    | Дейвід Жанакі      |
| 37 | ПЗ   | Камерун    | Франклін Камелью   |
| 97 | ПЗ   | Бразилія   | Лукас Ліма Лінарес |
| 20 | ПЗ   | Албанія    | Скерді Хіжо        |
| 23 | ПЗ   | Косово     | Лірідон Балай      |
| 9  | ПЗ   | Бразилія   | Жоа́о Фелі́пе        |
| 29 | ПЗ   | Албанія    | Фоті Чучка         |
| 15 | НП   | Єгипет     | Салех Наср         |
| 98 | НП   | Гана       | Бісмарк Чарльз     |
| 11 | НП   | Албанія    | Ардіт Нікай        |

## Відомі гравці
Тефік Османі

 Бледі Шкембі

 Іван Гвозденович

## Символіка
Логотип албанського клубу виконано у формі щита, що поділений на дві чорні стрічки по боках, а також три білі та дві червоні стрічки у середині щита. У центрі логотипа містяться зображення шолома Георга Кастріоті (Скендербега), національного героя албанців, на честь якого названо футбольний клуб, а також дата заснування та назва.